# Monochamus grandis
Monochamus grandis es una especie de escarabajo longicornio del género Monochamus, familia Cerambycidae. Fue descrita científicamente por Waterhouse en 1881.
Esta especie se encuentra en isla de Sajalín y Japón.